# 洋洋 (大熊猫)
大熊猫洋洋（1997年9月9日—）是一只出生于成都大熊猫繁育研究基地，自1999年至今居于美国亚特兰大动物园的雄性大熊猫。